# Акши (городская администрация Экибастуза)
Акши (каз. Ақши) — село в Павлодарской области Казахстана. Находится в подчинении городской администрации Экибастуза. Входит в состав Экибастузского сельского округа. Код КАТО — 552237200.

## Население
В 1999 году население села составляло 130 человек (71 мужчина и 59 женщин). По данным переписи 2009 года, в селе проживало 56 человек (33 мужчины и 23 женщины).